# Bristowiella kartalensis
Bristowiella kartalensis är en spindelart som beskrevs av Mark Alderweireldt 1988. Bristowiella kartalensis ingår i släktet Bristowiella och familjen vargspindlar. Inga underarter finns listade.